# Une lueur d'espoir (téléfilm, 2010)
Pour les articles homonymes, voir Une lueur d'espoir.
Une lueur d'espoir (November Christmas) est un téléfilm américain  réalisé par Robert Harmon et diffusé en 2010.

## Fiche technique
- Titre original : November Christmas
- Réalisation : Robert Harmon
- Scénario : Pnenah Goldstein, d'après une nouvelle de Greg Coppa
- Photographie : Attila Szalay
- Musique : Ernest Troost
- Pays : États-Unis
- Durée : 105 min

## Distribution
- Sam Elliott : Jess Sanford
- Karen Allen : Claire Sanford
- John Corbett : Tom Marks
- Sarah Paulson (VF : Barbara Tissier) : Beth Marks
- Max Charles : Gordon Marks
- Emily Alyn Lind : Vanessa enfant
- Tegan Moss : Vanessa adulte
- Jeremy Akerman : Révérend Bob Danforth
- Richard Fitzpatrick : Ted Zachary
- Elizabeth McLaughlin : Tammy